# Дучиминская, Ольга Васильевна
Ольга Васильевна Дучиминская (укр. Ольга Василівна Дучимінська, урождённая Решетилович; 8 июня 1883 — 24 сентября 1988, Ивано-Франковск) — украинская писательница и поэтесса, литературный критик, переводчица, культурно-просветительская деятельница Украины. Исследовала этнографию и фольклор исторических областей Украины — Гуцульщины и Бойковщины.

## Биография
Окончила учительскую семинарию в Перемышле (1902) и до 1930 г. работала учительницей в сельских школах Западной Украины (дольше всего, на протяжении 18 лет, в селе Тяпче). Дебютировала в печати в 1905 году, когда классик украинской литературы Иван Франко опубликовал её стихотворение «Послідні звуки» в львовской газете «Діло». Ранние стихи Ольга Дучиминская публиковала под псевдонимом Ирма Остаповна (укр. Ірма Остапівна), так подписан и её единственный прижизненный сборник стихов «Соцветье незабудок» (укр. Китиця незабудьків), вышедший в 1911 году в Черновцах с предисловием Миколы Венгжина. Писатель И. С. Нечуй-Левицкий отметил книгу Ирмы Остаповны как один из немногих образцов творчества поэтов Галиции на чистом, не затронутом полонизацией украинском языке.
Знакомство с Ольгой Кобылянской и Наталией Кобринской вовлекло Дучиминскую в круг деятельниц украинского женского движения. С 1912 г. она была соредактором книжной серии «Женская библиотека» (укр. Жіноча бібліотека), публиковала различные статьи феминистской направленности. Кобылянской и Кобринской был посвящён ряд произведений Дучиминской, о них обеих она позднее написала воспоминания.
В 1930–40-е гг. Дучиминская жила во Львове, занимаясь этнографическими исследованиями, много ездила по Гуцульщине и Бойковщине, организововала в сёлах женские курсы.
23 ноября 1949 г. Дучиминская была арестована по обвинению в причастности к организации убийства Ярослава Галана. В 1951 г. 68-летняя писательница была приговорена военным трибуналом к 25 годам лишения свободы. До 1958 года она находилась в сибирских лагерях, после чего была амнистирована.
После освобождения жила у знакомых во Львове, Самборе, Черновцах, Ивано-Франковске; на какое-то время её приютила Ирина Вильде, последние 15 лет жизни Дучиминская прожила у Мирославы Антонович — двоюродной сестры Степана Бандеры. Эпизодически публиковалась в газете «Червоний прапор» в городе Коломыя и в варшавских украинских изданиях. Умерла в возрасте 105 лет.
Несмотря на долгую жизнь, реабилитирована Дучиминская была уже после смерти — 24 ноября 1992 года. В 1998 г. была защищена диссертация В. Пахомова, посвящённая её творческому пути, в 2001 году этот труд был опубликован в виде монографии. Том избранной прозы Дучиминской «Грустный Христос» (укр. Сумний Христос) издан в 1992 г., избранные стихотворения — в 1996 г.